# Corhiza scotiae
Corhiza scotiae is een hydroïdpoliep uit de familie Halopterididae. De poliep komt uit het geslacht Corhiza. Corhiza scotiae werd in 1907 voor het eerst wetenschappelijk beschreven door Ritchie. 